# Jabłowo
Jabłowo is een plaats in het Poolse district  Starogardzki, woiwodschap Pommeren. De plaats maakt deel uit van de gemeente Starogard Gdański en telt 803 inwoners.

## Verkeer en vervoer
- Station Jabłowo